# ماري كارليسلي
ماري كارليسلي (بالإنجليزية: Mary Carlisle)‏ هي مغنية وممثلة أمريكية، ولدت في 3 فبراير 1914 ببوسطن في الولايات المتحدة، وتوفيت في 1 أغسطس 2018 بلوس أنجلوس في الولايات المتحدة. بدأت مشوارها المهني سنة 1923.

## أعمال

### أفلام
- (1932) الفندق الكبير
- (1932) مبتسما للأبد
- (1935) سيدة لطيفة

## وصلات خارجية
- ماري كارليسلي على موقع IMDb (الإنجليزية)
- ماري كارليسلي على موقع روتن توميتوز (الإنجليزية)
- ماري كارليسلي على موقع ألو سيني (الفرنسية)
- ماري كارليسلي على موقع أول موفي (الإنجليزية)
- ماري كارليسلي على موقع قاعدة بيانات الأفلام السويدية (السويدية)
- ماري كارليسلي على موقع إن إن دي بي (الإنجليزية)
- ماري كارليسلي على موقع قاعدة بيانات الفيلم (الإنجليزية)
- ماري كارليسلي على موقع كينوبويسك (الروسية)